# Én kicsi pónim: Equestria lányok – Tavaszi szünet
Az Én kicsi pónim: Equestria lányok – Tavaszi szünet (eredeti cím: My Little Pony: Equestria Girls – Spring Breakdown) 2019-ben bemutatott amerikai–kanadai 2D-s számítógépes animációs különkiadás, amelyet Ishi Rudell és Katrina Hadley rendezett. A különkiadás az Én kicsi pónim: Varázslatos barátság animációs televíziós sorozathoz készült. A DHX Media készítette, a Hasbro Studios forgalmazta. Amerikában 2019. március 30-án mutatta be a Discovery Family csatorna. Magyarországon a Minimax mutatta be 2019. december 31-én.

## Ismertető
A Canterlot High diákjai egy tengerjáró hajón vannak, izgatottan várják a tavaszi szünetet. Mindannyian pihenni akarnak, kivéve Rainbow Dash-t, aki a gonosz Equestria mágia elleni küzdelemről fantáziál. A többiek nem annyira lelkesednek ezért és szétválnak, hogy a saját dolgaikat csinálják. Rainbow Dash izgatottságában, hogy meggyőzze a többieket, keressenek vele veszélyt, akaratlanul is tönkreteszi a szórakozásukat.

## Szereplők
| Szereplő         | Eredeti hang        | Magyar hang      |
| ---------------- | ------------------- | ---------------- |
| Twilight Sparkle | Tara Strong         | Vadász Bea       |
| Sunset Shimmer   | Rebecca Shoichet    | Simonyi Réka     |
| Rainbow Dash     | Ashleigh Ball       | Grúber Zita      |
| Applejack        | Ashleigh Ball       | Solecki Janka    |
| Pinkie Pie       | Andrea Libman       | Zsigmond Tamara  |
| Fluttershy       | Andrea Libman       | Szabó Zselyke    |
| Rarity           | Tabitha St. Germain | Molnár Ilona     |
| Spike            | Cathy Weseluck      | Seszták Szabolcs |
| Trixie Lulamoon  | Kathleen Barr       | Laurinyecz Réka  |
| Puffed Pastry    | Kathleen Barr       |                  |
| Ragamuffin       | Jason Michas        | Berkes Bence     |

## Magyar változat
A szinkront a Minimax megbízásából a Subway Stúdió készítette.
- Magyar szöveg: Markwarth Zsófia
- Hangmérnök és szinkronrendező: Johannis Vilmos
- Gyártásvezető: Terbócs Nóra
- Produkciós vezető: Kicska László
- Felolvasó: Németh Kriszta
- Főcímdal: Csuha Bori

## Dalok
| Dal      | Eredeti előadó                                               | Magyar előadó                           |
| -------- | ------------------------------------------------------------ | --------------------------------------- |
| All Good | Ashleigh Ball, Rebecca Shoichet, Andrea Libman, Kazumi Evans | Laurinyecz Réka, Csuha Bori, Sági Tímea |